# Gonatocerus nuntius
Gonatocerus nuntius är en stekelart som beskrevs av Girault 1920. Gonatocerus nuntius ingår i släktet Gonatocerus och familjen dvärgsteklar. Inga underarter finns listade i Catalogue of Life.